# Krivec
Krívec je mrzel veter, ki piha iz severovzhodnih in vzhodnih predelov Panonske nižine. Krivec se pojavlja v zimskem obdobju v času stabilnega vzhodnoevropskega polarnega anticiklona. Ta veter lahko traja tudi po več tednov. Piha tudi v severovzhodni Sloveniji.